# Joachim von Sandrart

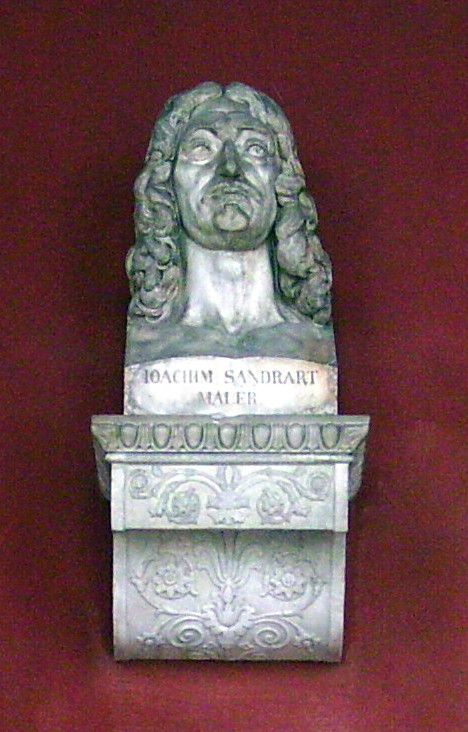
Bust de Joachim von Sandrart, al Hall de la Fama de Múnic.

Joachim von Sandrart (Frankfurt del Main, Sacre Imperi, 12 de maig de 1606 - Nuremberg, Sacre Imperi, 14 d'octubre de 1688) fou un historiador de l'art, traductor, pintor i gravador alemany del segle xvii, actiu a Amsterdam durant l'Edat d'Or neerlandesa.

## Biografia
Joachim von Sandrart va nàixer a la ciutat imperial lliure de Frankfurt, actualment Alemanya. És considerat com un dels primers historiadors de l'art alemanys, darrere del pioner Johannes Butzbach. Va publicar una voluminosa obra, Teutsche Academie der Edlen Bau-, Bild- und Mahlerey-Künste (enciclopèdia dels arquitectes, escultors i pintors alemanys) el 1675. Aquesta obra complementa la tasca de Karel van Mander unes dècades abans amb la seva obra Het schilder-boeck (Llibre de pintura). Al mateix temps, l'antecedent de ambdós era Giorgio Vasari, per la qual cosa von Sandart és conegut també com el Vasari alemany.